# Смит, Джордж (футболист, 1921)
Джордж Бичер Смит (англ. George Beacher Smith; 7 февраля 1921, Флитвуд, Северо-Западная Англия — 14 июля 2013) — английский футболист, играл на позиции флангового нападающего.

## Биография

### Военная служба
Во время Второй мировой войны Смит проходил службу в ЮАС в составе полка Королевских африканских стрелков. Во время Восточноафриканской кампании он попал под обстрел и был тяжело ранен – одна из пуль попала в локоть и вышла из кисти. 

### Игровая карьера
Ранение в руку ставило под сомнение будущую футбольную карьеру Смита, но он усердно тренировался, а чтобы скрыть раны носил перчатку. В 1946 году он присоединился к «Манчестер Сити», в составе которого отыграл пять сезонов, сыграв 166 матчей и забив 75 голов. Смит играл за «горожан» во Втором и в Первом дивизионах. В 1946 году в «манкуанианском дерби» с «Манчестер Юнайтед» забил 4 гола в матче, принеся победу «горожанам» со счётом 4:1.
В 1951 году Смит перешёл в «Честерфилд», за который играл в течение семи сезонов, сыграв за этот клуб 250 матчей в низших лигах. Затем он перешёл в «Моссли», в котором завершилась его карьера.

### Смерть
Скончался 14 июля 2013 года в возрасте 92 лет.